# Perriers-la-Campagne
Perriers-la-Campagne är en kommun i departementet Eure i regionen Normandie i norra Frankrike. Kommunen ligger i kantonen Beaumont-le-Roger som tillhör arrondissementet Bernay. År 2018 hade Perriers-la-Campagne 395 invånare.

## Befolkningsutveckling
Antalet invånare i kommunen Perriers-la-Campagne
Referens:INSEE